# Klorargyrit
Klorargyrit, med äldre namn kerargyrit eller hornsilver, är ett mineral av silverklorid, AgCl. 
En varietet är Embolit, en silverklorid där en del av kloriden är ersatt av bromid. Blandning av klorid och bromid är i mycket varierande förhållanden.

## Egenskaper
Klorargyrit bildar mjuka, tunga kubiska kristaller, i rent tillstånd färglösa, men i ljus snart mörknande  av frigjort silver. Mineralet är olösligt i vatten.
Embolit är gult eller grönt till färgen och mjukt. Dess specifika vikt är 5,8.

## Förekomst
Klorargyrit förekommer som en sekundär mineralfas genom oxidation i fyndigheter av silvermineral, oftast i arida områden. 
Kända förekomster finns i Atacama i Chile, Harz i Tyskland, Nevada, Colorado och Idaho i USA, Bolivia, Frankrike, Italien, Spanien och New South Wales, Australien. Mineralet bryts i Anderna och Australien.